# 매니토바주
매니토바주(영어: Manitoba)는 캐나다의 5번째 주이며, 앨버타주, 서스캐처원주와 더불어 "프레리의 주"들로 알려졌다.
서부는 서스캐처원주, 동부는 온타리오주, 남부는 미국 미네소타주, 노스다코타주와 경계를 이루며 주도는 위니펙이다.

## 역사

### 접촉 이전의 시기

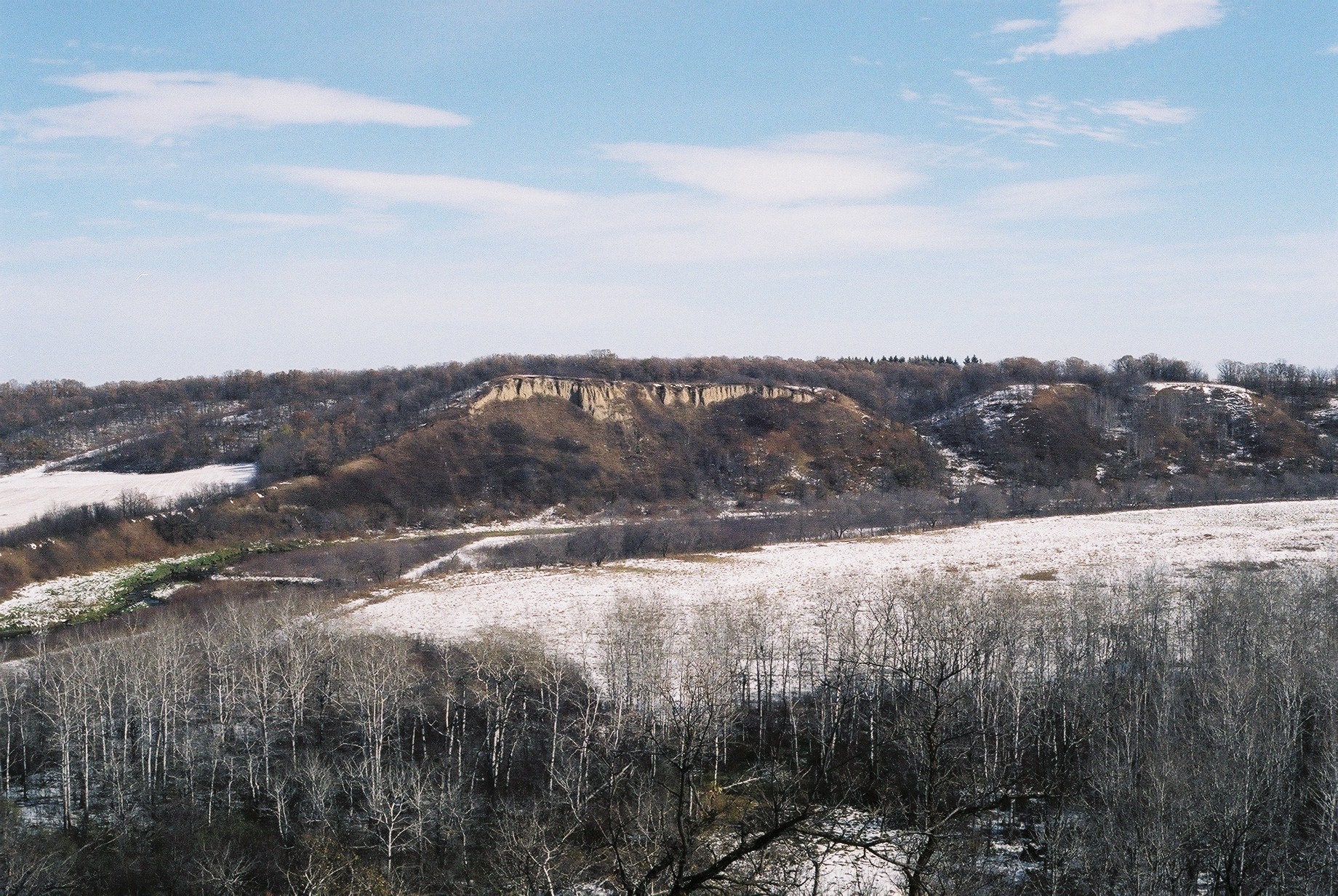
퍼스트 네이션즈의 유적을 보여주는 클레이 뱅크스

캐나다 원주민들은 백인들과 접촉하기 전에 오랜 기간 매니토바 지방에 살았다. 첫 비원주민 탐험가들과 모피 교역인들이 도착하던 당시 여러 원주민 집단이 지역에서 수렵을 하고 살고 있었다. 치퍼와이언 데네족은 북부 구역을 가로질러 순록을 사냥하였다. 비버, 순록과 말코손바닥사슴을 사냥한 우들랜드와 스웜피 크리족들은 중부 산림과 해안 저지대들에 살았다. 아시니보인족은 남서부 평원에 살고 들소를 사냥하였다. 또한 들소를 사냥한 치페와족은 평원의 남동부 지역에 살았다.

### 이민자들

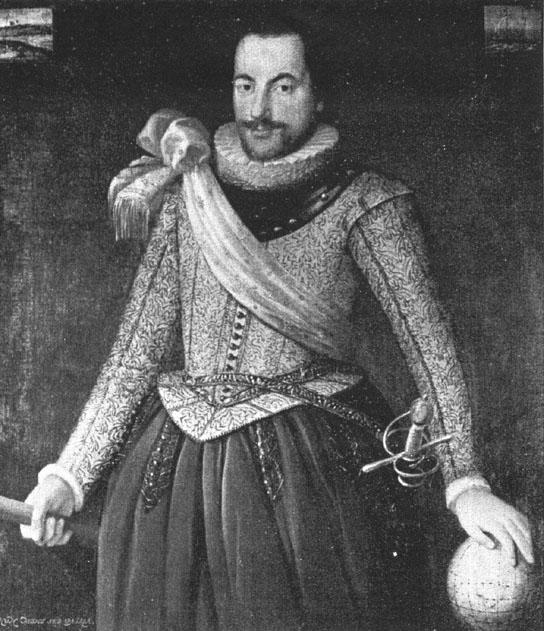
토머스 버튼 경

잉글랜드의 탐험가 토머스 버튼 경과 그의 일원들은 매니토바 지방의 첫 백인들이었다. 그들은 1612년에 허드슨만의 서부 해안으로 항해하여 내려왔다. 버튼과 그의 일원들은 넬슨강의 입구에서 겨울을 보내고 매니토바에 대하여 잉글랜드의 토지선언을 하였다. 2명의 잉글랜드의 선원들 루크 폭스와 토머스 제임스는 1631년에 허드슨 만과 그 서부 해안을 탐험하였다.
1670년 잉글랜드의 찰스 2세는 지방에서 교역의 권리들을 잉글랜드 모험 회사와 총독에게 런던의 허드슨 베이 회사로 승인하였다. 지방은 루퍼트의 대지로 불리었다. 1690년으로 봐서 잉글랜드의 모피 교역인들은 허드슨 만 지방으로 향하여 서부로 밀고 나간 자신들의 프랑스계 캐나다인 라이벌들과 많은 싸움을 벌였다. 회사는 서부 내륙 지방의 퍼스트 네이션즈를 따라 새로운 모피 교역 상대자들을 찾는 데 헨리 켈시를 원정에 보냈다. 켈시는 요크 공장에서 회사의 거류지를 떠나 1690년부터 1692년까지 매니토바와 서스캐처원의 중부와 남부의 퍼스트 네이션즈를 따라 여행을 하였다. 그는 많은 그들에게 모피들을 북부에 있는 회사의 교역지들로 가져오도록 설득하였다.
1731년 피에르 콜티에 드 바렌 드 라 베른드리가 몬트리올을 떠나 태평양으로 육상 인도 통로를 찾는 데 나섰다. 그와 그의 부하들은 프랑스계 캐나다인 모피 교역자들이었다. 그들은 슈피리어호 지역과 서스캐처원강의 저지대 사이에 여러 요새들을 세웠다. 이 거류지들은 1738년 오늘날의 위니펙의 대지에 라 베른드리가 지은 포트루지를 포함하였다. 그가 설립한 모피 교역은 허드슨 베이 회사의 교역으로 거대하게 삭감되었다.
1763년 프렌치 인디언 전쟁에서 영국군이 프랑스군을 물리쳤다. 프랑스는 자신들의 캐나다 대지들을 영국에게 포기하였고, 매니토바 지방에서 프랑스의 탐험과 교역이 멈추어졌다. 1770년대에 노스 웨스트 회사는 허드슨 베이 회사와 함께 경쟁하는 데 처음으로 설립되었다. 그 새로운 회사는 곧 해산되었다. 1784년에발행된 새로운 동의서는 회사를 다시 설립하고, 공식적으로 노스 웨스트 회사의 이름을 채택하였다.

### 레드강 식민지

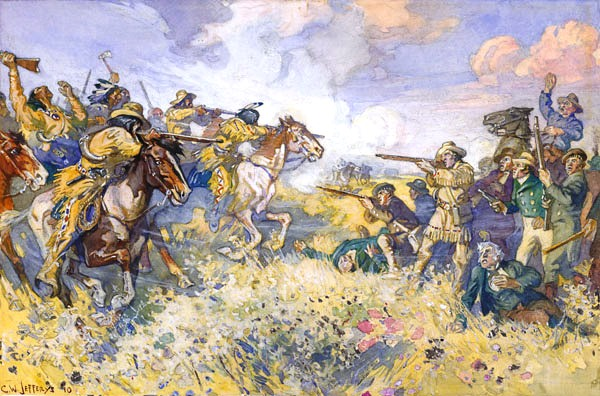
세븐옥스 전투(1816년)

2개의 모피 회사들이 교역을 위한 경쟁을 하는 동안에 계획들은 매니토바 지방의 첫 농업적 정착을 위하여 만들어졌다. 1811년 토머스 더글러스, 5대 셀커크의 백작은 허드슨 베이 회사로부터 대지의 승인을 얻었다. 그 대지는 100,000 스퀘어 마일(260,000 스퀘어 킬로미터) 이상으로 이루어졌고, 오늘날의 매니토바 주, 노스다코타주와 미네소타주의 대부분을 덮었다. 1812년과 1816년 사이에 셀커크 백작은 스코틀랜드의 하이랜더와 아일랜드인들의 몇몇의 파들을 오늘날 위니펙 주위의 레드강으로 보냈다. 이민들은 레드강 식민지를 창립하였다.
초기의 식민주의자들은 거대한 고생을 겪었다. 서리, 홍수와 메뚜기들이 많은 수확물들을 망쳤다. 처음에 정착자들은 고기를 위하여 들소와 다른 동물들에 엄하게 의지하였다. 그러나 식민지는 운영들의 노스 웨스트 회사의 지역의 중심에 놓였다. 식민지가 확장되면서 식량, 특히 들소고기를 위한 많은 경쟁들이 있었다. 회사는 식민지의 행정인들이 레드강 유역에서 들소 사냥을 금지하는 데 시도한 페미칸 선언을 발행한 후 더욱 적대적으로 되었다. 그 선언은 메티스를 포함한 지방 거주민들을 식민주의자들에게 대항하는 데 전향시켰다. 자신들이 아끼던 들소에 의지한 메티스들이 1815년 식민지를 공격하였다. 1816년 그들은 식민지의 총독 로버트 셈플을 살해하고, 세븐옥스 전투에서 다른 20명의 식민주의자들을 죽였다. 1821년 노스 웨스트 회사와 허드슨 베이 회사가 병합되면서 평화가 왔다.

### 레드강 반란
4개의 주를 연합한 캐나다 자치령이 1867년에 창립되었다. 1869년 1.5 백만 달러와 대지의 양보를 위한 반환에서 루퍼트의 대지의 대부분을 허드슨 베이 회사로부터의 이전을 계획하였다. 이 지역은 매니토바 지방과 레드강 식민지를 포함하였다. 그 지역의 메티스들은 이전을 여기는 데 상담되지 않았다. 그들은 지역이 캐나다 자치령의 일부가 된 후 서두를 정착자들에게 자신들의 대지를 잃을 것 같은 위협에 놓였다. 메티스와 다른 지방 거주민들은 전환에 반대하였다. 메티스의 지도자 루이 리엘은 1869년 반란을 지도하였다.
1870년 캐나다 정부는 매니토바 법령에서 권리들의 법안을 메티스들에게 승인하였다. 이 법령은 그해 7월 15일에 매니토바를 캐나다의 5번째 주로 만들었다. 새로운 주는 구 레드강 정착지를 포함한 오늘날의 남부 매니토바 주의 작은 부분 만을 덮었다. 위니펙이 주도가 되고, 앨프레드 보이드가 초대 주지사였다.

### 주의 번창
1870년 이후 매니토바 주로 기대된 정착자들의 돌진이 시작되었다. 1871년과 1881년 사이에 인구는 2배보다 많았고, 25,228명에서 62,260명으로 올랐다. 새로운 도착자들의 대부분은 온타리오주에서 왔다. 매니토바 주는 원주민의 주에서 백인 이민들에 의하여 통치된 주로 변형시켜졌다.
1876년 매니토바 주는 밀을 수출하기 시작하였다. 레드강 유역의 농부들은 레드강을 따라 남부로 향하여 미네소타 주와 온타리오 주 토론토로 밀을 배에 실어갔다. 밀은 곧 모피를 대신하여 매니토바 주의 가장 가치적인 생산품이 되었다. 1878년 주에서 첫 철도가 위니펙과 미네소타주 세인트폴을 이었다. 1881년 다른 철도선들은 위니펙을 캐나다 동부의 도시들과 슈피리어 호와 함께 한 밀생산 지방들과 이었다. 매니토바 주의 곡식은 그러고나서 오대호의 항구들을 통하여 캐나다와 유럽의 시장들로 실어나갈 수 있었다.
1890년대에서 시작에 매니토바 주는 새로운 정착자들의 주요 경향을 경험하였다. 많은 정착자들은 캐나다 동부에서 왔고, 많은 다른이들은 영국과 유럽의 다른 지역들에서 왔다. 특히 1900년부터 1913년까지 곡식의 생산은 빠르게 확장되었다. 이 번영의 세월 동안에 위니펙은 캐나다의 프레리 지방 전체를 위한 철도의 중심지가 되었다.
1901년으로 봐서 매니토바 주의 인구는 1871년의 인구의 10배 이상이나 증가하였다. 캐나다 정부는 1881년에 현재 서스캐처원주로 향하는 서부, 1884년 온타리오 주로 동부의 주 경계를 넓혔다. 1912년 북부 경계선이 허드슨 만과 적도의 북부 60도선으로 넓혀져 매니토바 주에게 그 오늘날 크기와 모양으로 주었다.

### 경제적 발전
매니토바 주의 경계선의 허드슨 만으로 연장이 미네랄 자원의 개발을 위한 대지들을 열고 제1차 세계 대전의 군사적 필요함이 탐험에 용기를 주었다. 1915년 투기자들은 매니토바 주 북동부에 있는 플린플론의 대지에서 구리와 아연의 큰 매장량들을 발견하였다. 광업의 운영들은 1930년에 완전히 발전하고 타운은 곧 재빠르게 발전되기 시작하였다.
값이 싼 전력, 풍부한 수자원과 노동의 유효성이 1920년대와 1930년대 동안에 많은 산업들의 번창에 용기를 주었다. 펄프와 종이 공장 지대가 1927년 파인폴스에 개장되었다. 모피 가공과 의류 교역들은 1930년대 동안에 위니펙에서 재빠르게 발전하였다.

### 정치적 발전
1878년과 1922년 사이에 매니토바 주는 보수당과 자유당에 의하여 교대로 다스려졌다. 토머스 그린웨이(1888~1900)의 자유당 행정부는 철도와 정착지의 확장에 지배하였다.

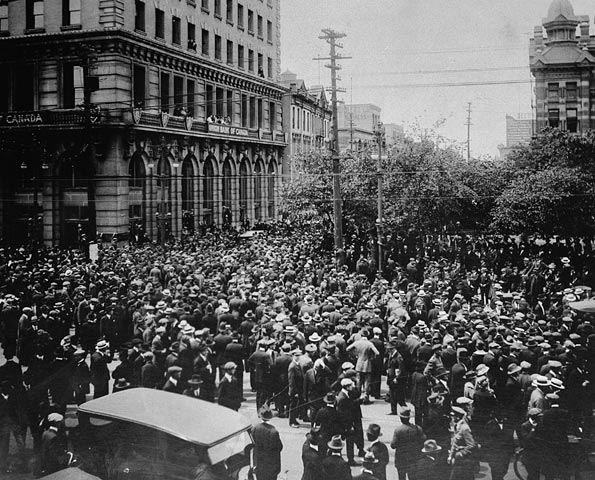
위니펙 총파업 (1919년)

위니펙의 곡식 업자 로드먼드 P. 로블린에 의하여 지도된 보수당은 1900년부터 1915년까지 정부를 통치하였다. 정부는 경제적 발전과 경계선의 확장에 집중하였다. 토비어스 C. 노리스의 자유당 정부는 1915년부터 1922년까지 주를 경영함 거의 개혁의 입법을 통과시켰다. 이 개혁들의 어떤 것들은 여성의 참정권, 근로자들의 보수, 14세에게 의무적 교육과 시골 농장의 신용을 위하여 마련되었다. 위니펙은 제1차 세계 대전이 일어나는 동안에 노동의 불안의 소굴을 남겼다. 도시의 노동 문제들은 한번 52개의 조합들이 파업을 일으킨 1919년의 위니펙 총파업으로 일어났다. 연방 정부와 시민 단체들은 주의 서비스들의 진행을 간직하는 일을 하고 파업을 실패하였다. 하지만, 그 일은 최근에 생겨난 경제에서 근로자들의 권리들에 주의를 가져왔다.
1922년 결성된 농부들의 단체는 자유당 정부를 꺾었다. 그들은 매니토바 농업 칼리지의 교장 존 브래켄 아래의 새로운 진보적 정부를 형성하였다. 그는 당들의 연합을 몰아냈다. 이 일은 1932년 자유당과 진보당이 자유진보당을 형성하는 데 합병되 때 일어났다.
1930년대의 대공황은 매니토바 주에서 많은 곤란을 창조하였다. 농산물, 특히 곡식을 위한 가격들이 극단적으로 낮았다. 아직도 농업에 의존하는 이 주는 넓게 퍼진 실업을 겪었다.
1930년대에 2개의 새로운 정당들이 나타났다. 후에 신민주당으로 불린 협동연방연합이 농부와 공장 근로자들로 이루어졌다. 다른 정당은 사회신용당이었다. 그 당원들은 정부들이 경제적 생산에 기지를 둔 분배금을 모든 시민들에게 내야 할 것을 믿었다.

### 1900년대 중반
제2차 세계 대전은 매니토바 주의 가축, 금속, 밀과 목재를 위한 거대한 요구를 창조하였다. 전쟁이 일어나는 동안에 많은 산업들이 주에서 새로운 공장들을 지었고, 제조업은 1940년대 후반에 지속적으로 빠르게 번창하였다. 1950년으로 봐서 매니토바 주의 역사상 처음으로 제조업이 주의 주요 소득의 근원으로서 농업보다 지위가 높아졌다.
전쟁이 끝난 후, 매니토바 주는 늘어난 기계들의 사용과 새로운 농사 방법들의 이유로 약간의 농부들을 필요하기 시작하였다. 수천명의 주민들이 시골 지역들로부터 도시들로 이주하여 공장과 서비스업들에서 직업을 찾았다.
지질학자들 은 1940년대와 1950년대 동안에 매니토바 주에서 중요한 미네랄 자원의 매장량들을 발견하였다. 구리, 니켈과 아연이 1945년 북서부 지역에서 찾아졌다. 석유 회사들은 1950년대 초반에 버든 근처에 풍부한 유전들을 개발하였다. 1956년 투기자들은 모크레이크-미스터리레이크 지역에서 큰 니켈의 매장량들을 찾았다. 캐나다 국제 니켈 회사 유한 책임(현재 베일 인코)이 톰슨에 단지를 지어 니켈 체굴이 1960년 거기서 시작되었다. 톰슨은 세계에서 가장 큰 니켈 생산의 중심지들 중의 하나가 되었다.
주는 지속적으로 1950년대와 1960년대에 전력의 풍부한 근원들을 개발하였다. 1954년으로 봐서 모든 시골 지역들은 전기 서비스가 있었다. 1963년 첫 실험소들이 위니펙 근처에 있는 피나와에서 화이트셸 원자력 연구소에서 개장되었다. 원자로는 1965년에 운영으로 들어가고 1985년에 폐문하였다.
가장 큰 번창은 서비스와 공공 부문에 있었다. 1970년으로 봐서 연방, 주와 지방 정부들이 매니토바 주에서 가장 큰 고용주들이었다.
자유진보당은 1940년대와 1950년대의 대부분에 매니토바 주를 다스렸다. 진보보수당은 1958년에 권력을 이겨 1969년까지 있었다. 그해에 투표인들은 서스캐처원 주 외부의 캐나다에서 사무소를 보유하는 데 처음이자 마지막 사회주의 정부를 선출하였다. 정부는 신민주당의 에드워드 R. 슈라이어에 의하여 지휘되었다. 진보보수당원들이 1977년까지 정부의 통치를 다시 얻었다. 스털링 R. 라이언이 주지사가 되었다.

### 언어적 권리
1970년대 후반과 1980년대 초반에 치솟은 문제들이 프랑스어 사용 권리들을 근심시켰다. 프랑스어는 1890년 매니토바 주의 공용어로서 이동되었다. 하지만, 1979년에 이 이동은 캐나다 대법원에 의하여 비헌법적이라고 밝혀졌다. 1980년 영어 만으로 발행된 속력 벌금의 헌법적은 법원에서 도전되었다.
1981년 하워드 R. 폴리가 주지사로서 신민주당이 권력에 돌아왔다. 정부는 주요 입법의 프랑스어 사용 공동체의 번역과 헌법적 도전들을 끝내기 위한 반환에서 어떤 프랑스어 서비스들의 연장을 제공하였다. 그러나 그 일은 타협의 일괄을 제정할 수 없었다. 1985년 캐나다 대법원은 영어 만으로 제정된 매니토바 주의 모든 4,000개의 법률들이 프랑스어로 번역되어야 한다고 다스렷다. 하지만, 프랑스어에서 연장된 서비스들을 마련하는 것에 대한 토론은 지속되고 있다.

### 다른 발전들
1980년대 초반으로 봐서 소홀의 세월들은 위니펙 중부의 거의가 버려지게 되는 지도를 하였다. 그때 이래, 개발 의안제출권들은 도시의 다운타운 지역의 원기를 회복시키는 데 도움을 주었다. 이 의안제출권들은 1990년에 관광객들에게 문을 열은 포크스로 알려진 역사적 지역의 개발과 역사적 거래 구역의 개발을 포함하였다.
1988년 게리 필먼이 주지사로서 진보보수당이 권력에 돌아왔다. 게리 도어가 이끄는 신민주당이 1999년, 2003년과 2007년에 선거와 정부의 통치를 이겼다.
오늘날 매니토바 주에서 생활비는 캐나다에서 최하위권에 머물러 있다. 주에서 실업은 노동력의 10 퍼센트 아래에 적절하며, 인구는 1980년대 이래 착실하게 번창하였다.

## 경제

### 서비스업

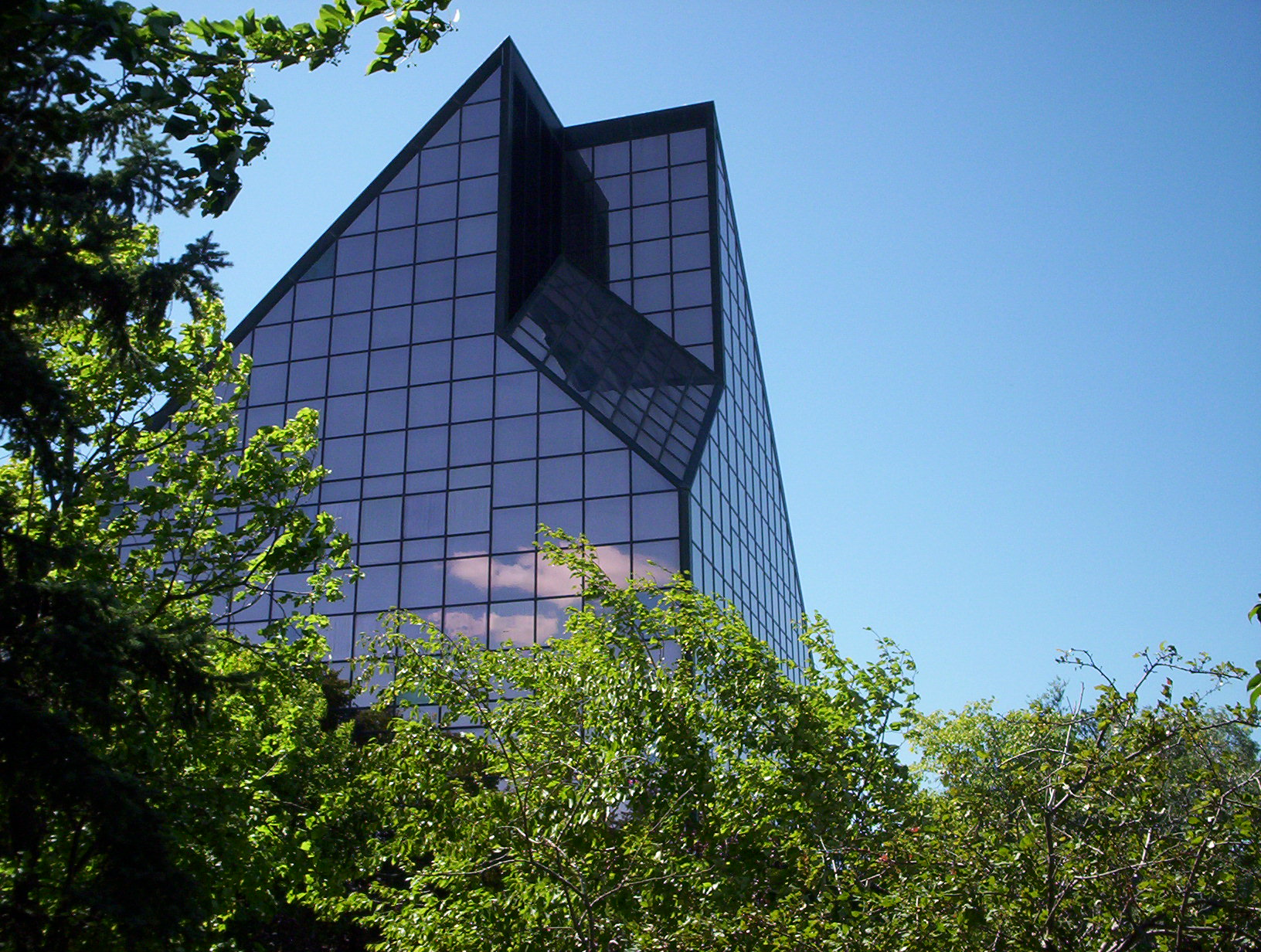
위니펙에 있는 로열 커네이디언 건물

서비스업은 매니토바 주의 국내총생산과 고용의 대략 4분의 3을 차지한다. 서비스업들은 위니펙에 집중되어 있다.
주도인 위니펙은 정부 활동의 중심지이다. 캐나다의 큰 금융 회사들 중의 어떤 회사들은 위니펙에 자신들의 본부를 두었다. 몇몇의 트럭 회사들 또한 거기서 운영된다. 도시는 캐나다의 유일한 농산물 거래소의 본거지이다. 위니펙은 캐나다에서 가장 큰 대중 매체 복합 기업인 캔웨스트 글로벌 커뮤니케이션과 매니토바 주의 가장 큰 공립 대학인 매니토바 대학교의 본거지이기도 하다.

### 제조업
제조업은 매니토바 주의 국내총생산과 고욕의 대략 10분의 1을 차지한다. 제조업의 대다수는 위니펙 혹은 그 근처에서 운영된다.
식료품 가공업은 매니토바 주에서 주요 제조업 활동이다. 지도적인 식품 가공 설립들은 제과류, 낙농제품, 정육 제품, 냉동 감자 제품과 채소 기름을 포함한다.
위니펙은 캐나다에서 지도적인 버스와 항공 우주 요품의 생산지이다. 톰슨에 있는 니켈 제련소와 플린플론에 있는 구리와 아연 제련소는 기초적 금속들을 생산한다. 매니토바 주는 캐나다에서 가장 큰 창문, 문, 부엌 장식과 가구 제조업의 본거지이다. 또한 서부 캐나다에서 단 하나의 생물약제학 제조업의 본거지기도 하다.

### 농업

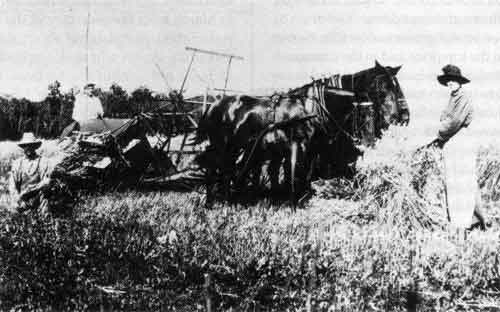
스톤월 근처에서 밀의 수확

농업은 매니토바 주 남부에서 대부분의 시골 공동체들을 위한 경제적 기초를 마련한다. 육우와 돼지는 지도적인 축산물이다. 낙농업은 위니펙의 남동부에서 가장 중요하다. 닭과 달걀도 또한 주에서 중요한 농산물이다.
카놀라와 밀은 매니토바 주의 가장 가치적인 수확물로서 순위권에 들어와있다. 감자와 귀리도 그 다음의 권위에 들어와있다. 감자는 매니토바 주의 남부와 서부에서 재배된다. 밀과 귀리 생산은 위니펙이 남서부에서 가장 규모가 큰 편이다. 카놀라, 아마 씨와 해바라기는 기름을 얻기 위하여 재배된다.

### 광업
구리, 니켈, 석유와 아연은 매니토바 주의 주요 광물이다. 구리는 니켈 체굴의 부산물로서 획득된다. 또한 아연과 함께 일어나기도 한다. 큰 구리-아연 광산들은 플린플론과 스노레이크 근처에서 운영된다. 톰슨은 매니토바 주에서 니켈 생산의 중심지이다. 매니토바 주에서 체굴된 석유의 전부는 주의 남서부에서 왔다.

## 주민

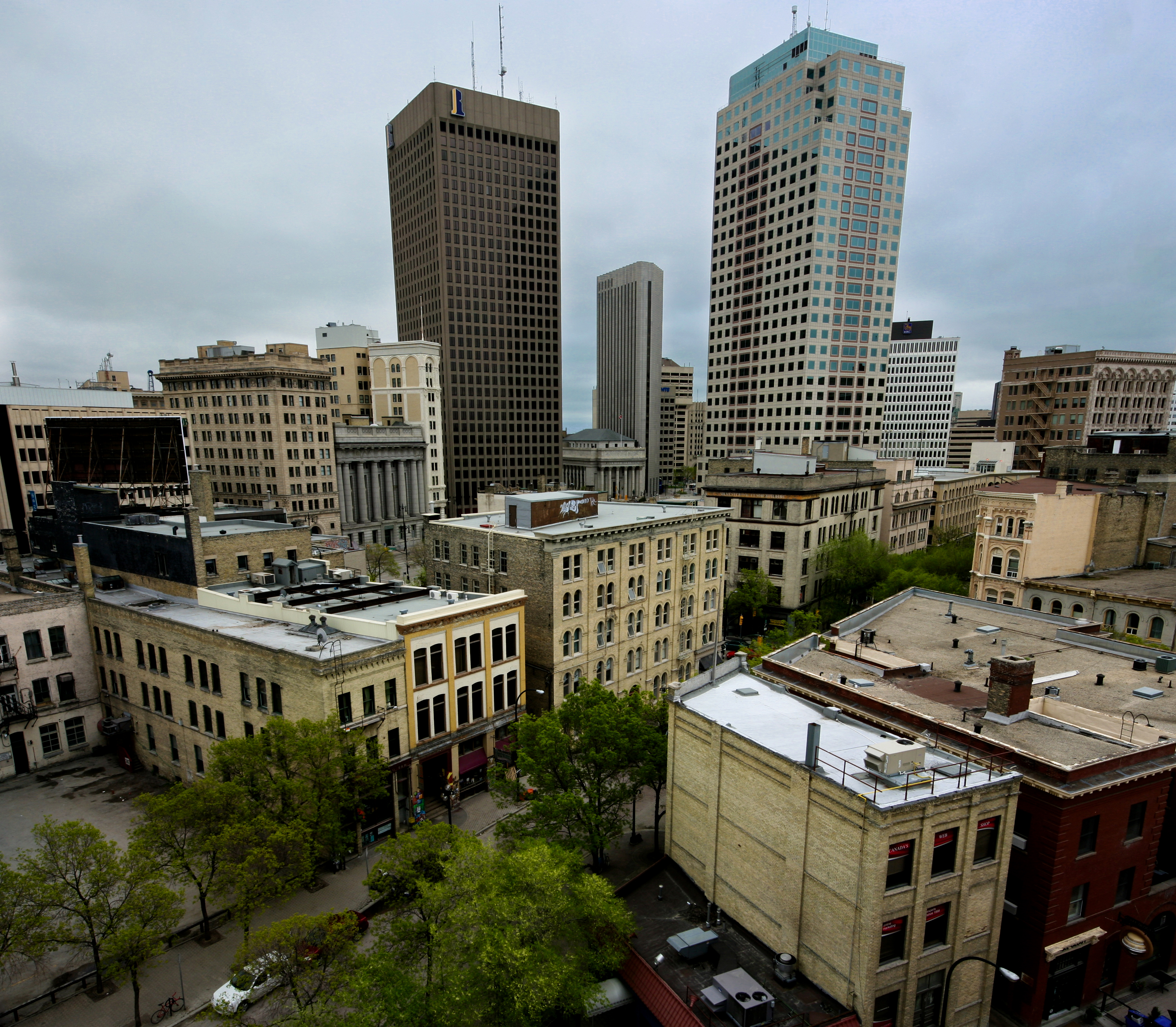
다운타운 위니펙

2006년 캐나다 인구 조사국은 매니토바 주의 인구가 1,148,401명이라고 보고하였다. 인구는 2001년으로 본 1,119,583명에서 대략 2.5 퍼센트나 증가하였다.
매니토바 주민들의 대략 70 퍼센트는 도시 지역에 산다. 대략 60 퍼센트는 위니펙의 메트로폴리탄 지역에 산다. 위니펙은 주에서 가장 큰 도시이며 주요 산업의 중심지이다. 캐나다 통계에 의하여 규정된 주의 단 하나의 인구 조사 메트로폴리탄 지역이 있다.
브랜던은 매니토바 주에서 두번째로 가장 큰 도시이며, 톰슨과 포태지라프레리가 그 다음이다.
매니토바 주민 100명 중의 대략 86명은 캐나다에서 태어났다. 대부분의 매니토바 주민들은 영국 계통이다. 다른 주요 민족들로는 큰 순서대로 독일, 우크라이나, 프랑스, 폴란드, 네덜란드 계통의 주민들이다. 위니펙의 세인트포니페이스 구역은 프랑스계 캐나다인 문화의 지방적 중심지이다. 그 외 해외에서 온 주민들로는 아시아계 주민이 대부분을 차지하고 있다.
매니토바 주에는 대략 72,000명의 메티스들이 있다. 주에는 대략 100,000명의 퍼스트 네이션즈 주민과 대략 600명의 이누이트 족들이 있다. 매니토바 주는 대략 80개의 인디언 보호 구역들이 있으며, 이누이트 족의 대부분은 처칠 근처에 산다.